# Robin Hood (pel·lícula de 1973)
|  | Per a altres significats, vegeu «Robin Hood (desambiguació)». |

Robin Hood és una pel·lícula estatunidenca d'animació tradicional de l'any 1973 dirigida per Wolfgang Reitherman, basada en el personatge llegendari del mateix nom. El 2003 se'n va fer una versió doblada en català. La pel·lícula va ser nominada a l'Oscar a la millor cançó original per «Love», premi que finalment aconseguí «The Way We Were» de la pel·lícula homònima, i va guanyar el Golden Screen de 1976. L'American Film Institute nominà Robin Hood pel seu Rànquing Top-10 de pel·lícules animades.

## Argument[5]
Robin Hood i Little John conviuen amb una colla d'amics al bosc, on roben els rics per repartir els diners entre els pobres. El xèrif de Nottingham mira de capturar-lo sense èxit. Quan el Príncep Joan arriba a la regió, s'organitza un campionat de tir amb arc, on el premi serà un petó de la bonica Lady Marian, a qui Robin Hood estimava des de petit. Per això decideix participar-hi disfressar malgrat el risc (totes les tropes del xèrif estaran presents al concurs). Guanya el campionat però és fet presoner i Little John ha d'alliberar-lo amb ajuda dels vilatans.
El Príncep Joan vol venjança i fa arrestar els més pobres per no poder pagar un nou i abusiu impost, entre ells el frare amic de la banda, sabedor que Robin Hood vindrà a rescatar-lo. Després de molts perills, aconsegueixen alliberar els presoners i fugir de palau. Esperen aleshores amagats el retorn del rei, el qual fa justícia, aparta el Príncep Joan i permet que Robin Hood i Lady Marian es casin enmig de l'alegria general.

## Repartiment
| Personatge                         | Veu en anglès                                | Veu en català                                |
| ---------------------------------- | -------------------------------------------- | -------------------------------------------- |
| Robin Hood (guineu)                | Brian Bedford                                | Luis Posada                                  |
| Lady Marian (guineu)               | Monica Evans                                 | Belén Roca                                   |
| Lady Marian - cançó                | Nancy Adams                                  | Mone                                         |
| Little John (os)                   | Phil Harris                                  | Jordi Vila                                   |
| Alan-a-Dale (gall)                 | Roger Miller                                 | Óscar Más                                    |
| Frare Tuck (toixó americà)         | Andy Devine                                  | Joaquín Díaz                                 |
| Rei Ricard (lleó)                  | Peter Ustinov                                | Pep Antón Muñoz                              |
| Príncep Joan (lleó)                | Peter Ustinov                                | Pep Antón Muñoz                              |
| Sir Hiss (serp)                    | Terry-Thomas                                 | Joan Pera                                    |
| Lady Kluck (gallina)               | Carole Shelley                               | Marta Martorell                              |
| Xèrif de Nottingham (llop)         | Pat Buttram                                  | Carles Canut                                 |
| Nutsy i Trigger (voltors)          | Ken Curtis i George Lindsey                  | Quim Sota i Xavier Fernández                 |
| Sexton i la seva esposa (ratolins) | John Fiedler i Barbara Luddy                 | Enric Isasi-Isasmendi i Roser Huguet         |
| Skippy, Sis i Tagalong (conills)   | Billy Whitaker, Dana Laurita i Dori Whitaker | Estela Vilches, Paula Ribó i Paula Hernández |
| Toby (tortuga)                     | Richie Sanders                               | Biel Pera                                    |
| Mare Conill (conill)               | Barbara Luddy                                | Roser Huguet                                 |
| Capità Cocodril (cocodril)         | Candy Candido                                | José María Zamora                            |
| Otto (gos)                         | J. Pat O'Malley                              | Enric Arquimbau                              |